# Hidria Spacefolk

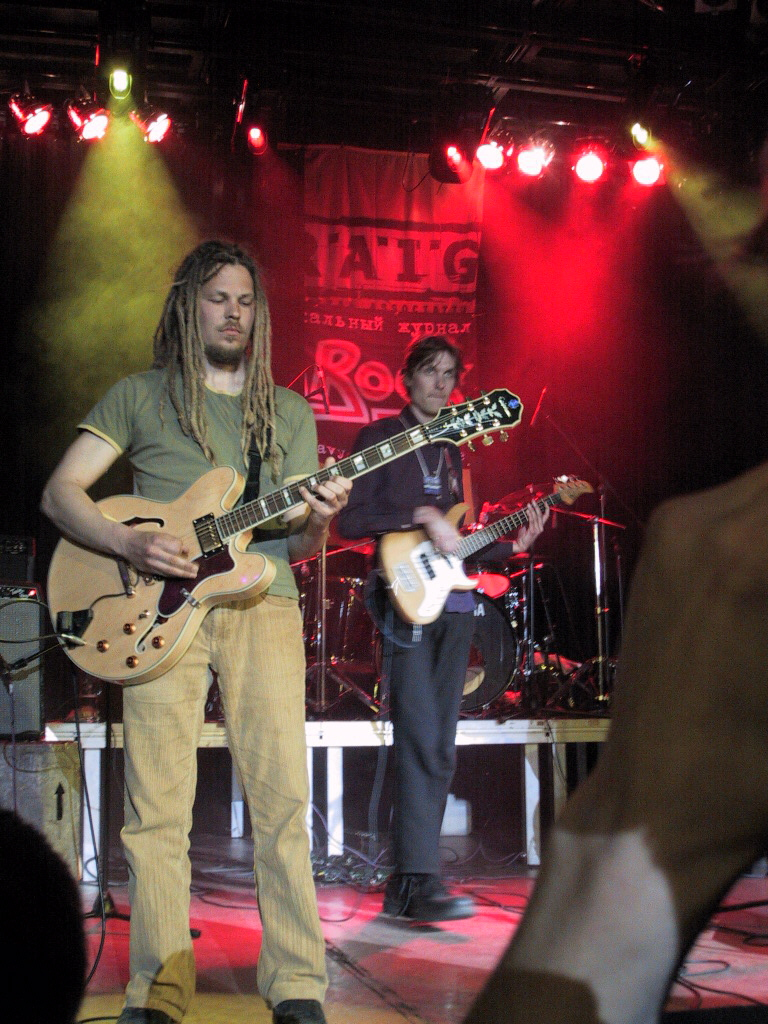
Hidria Spacefolk tijdens een concert in 2005

Hidria Spacefolk is een Finse band die alleen instrumentale muziek maakt. Wat in een hippie-achtige commune in Lohja als een samenspel tussen vijf autodidactische muzikanten begon, mondde in 1999 uit in de oprichting van de band. De muziek die ze maken is lastig te omschrijven. Sommigen scharen ze onder de spacerock, maar ze voldoen daarvoor niet echt aan de geldende criteria. Experimentele psychedelische progressieve rock is waarschijnlijk een betere benadering.
De bandleden gebruiken naast de gebruikelijke rock muziekinstrumenten (elektrische en akoestische gitaren, basgitaar, percussie en keyboards) ook andere, overigens veelal door gastmuzikanten bespeeld, die toch wel afwijkend zijn, zoals de harp, mondharp, marimba, didgeridoo, trompet, dwarsfluit en strijkinstrumenten. Harmonieuze muziek is daarvan het gevolg, waarbij repeterende variaties op een thema kenmerkend zijn met hier en daar Oosterse invloeden.

## Bezetting
- Janne Lounatvuori - synthesizer, elektrische piano
- Teeme Kilponen - drums
- Sami Wirkkala - elektrische gitaar, synthesizer
- Kimmo Dammert - basgitaar
- Mikko Happo - elektrische gitaar

## Discografie
- 2001 HDRSF-1
- 2002 Symbiosis
- 2004 Balansia
- 2005 Live Eleven a.m. (live)
- 2007 Symetria
- 2007 Live at Heart (live)